# Йост Віннінк
Йост Віннінк (нід. Joost Winnink; нар. 30 червня 1971, Пейзе) — колишній нідерландський тенісист.
Найвищу одиночну позицію світового рейтингу — 152 місце досяг 27 листопада 1995, парну — 101 місце — 10 квітня 1995 року.
Найвищим досягненням на турнірах Великого шолома було 2 коло в одиночному та парному розрядах.

## Фінали турнірів ATP за кар'єру

### Парний розряд: 1 (0–1)
| Результат | Ранг | Рік  | Турнір                                        | Покриття | Партнер       | Суперники у фіналі        | Рахунок у фіналі |
| --------- | ---- | ---- | --------------------------------------------- | -------- | ------------- | ------------------------- | ---------------- |
| Поразка   | 1.   | 1995 | Йоганнесбург, Південно-Африканська Республіка | Тверде   | Мартін Сіннер | Родольф Жільбер Гійом Рау | 4–6, 6–3, 3–6    |

## Титули на челленджерах

### Парний розряд: (7)
| Ранг | Рік  | Турнір                | Покриття | Партнер           | Суперники у фіналі                      | Рахунок у фіналі |
| ---- | ---- | --------------------- | -------- | ----------------- | --------------------------------------- | ---------------- |
| 1.   | 1993 | Бохум, Німеччина      | Ґрунт    | Мортен Ренстрем   | Джон Айрленд (тенісист) Ендрю Кратцманн | 6–3, 2–6, 7–5    |
| 2.   | 1994 | Монтобан, Франція     | Ґрунт    | Мартін Сіннер     | Нікола Бруно Отавіу Делла               | 7–5, 6–3         |
| 3.   | 1994 | Реюньйон              | Тверде   | Гендрік Ян Давідс | Патрік Баур Міхаель Ґезерер             | 6–1, 6–2         |
| 4.   | 1995 | Вольфсбург, Німеччина | Килим    | Мартін Сіннер     | Дірк Діер Ларс Кословскі                | 7–5, 6–3         |
| 5.   | 1996 | Hamburen, Німеччина   | Килим    | Джим П'ю          | Лоренцо Манта Ларс Реманн               | 7–5, 7–5         |
| 6.   | 1996 | Маврикій              | Трава    | Патрік Баур       | Сандер Гройн Андрей Павел               | 0–1 RET          |
| 7.   | 1997 | Любек, Німеччина      | Килим    | Матіас Гунінґ     | Трей Філліпс Кріс Вілкінсон             | 7–6, 7–6         |